# Chikka Thattamangala, Devanahalli
Chikka Thattamangala là một làng thuộc tehsil Devanahalli, huyện Bangalore Rural, bang Karnataka, Ấn Độ.